# Лолшид
Лолшид (њем. Lollschied) општина је у њемачкој савезној држави Рајна-Палатинат. Једно је од 137 општинских средишта округа Рајн-Лан. Према процјени из 2010. у општини је живјело 207 становника. Посједује регионалну шифру (AGS) 7141082.

## Географски и демографски подаци
Лолшид се налази у савезној држави Рајна-Палатинат у округу Рајн-Лан. Општина се налази на надморској висини од 320 метара. Површина општине износи 4,1 km². У самом мјесту је, према процјени из 2010. године, живјело 207 становника. Просјечна густина становништва износи 51 становника/km².